# José Luis Perales (álbum de José Luis Perales)
José Luis Perales (también conocido como José Luis Perales canta en alemán) es el nombre del séptimo álbum de estudio del cantautor español José Luis Perales. Fue publicado en 1978 por Polydor Records (completamente absorbida por Universal Music Group en 1998). Es considerado una rareza pues en éste, Perales canta las versiones en alemán de las canciones que aparecen en la lista.

## Lista de canciones

### Disco de vinilo
| Lado A | |          |  |
| N.º    | Título | Duración |  |
| 1.     | «Kommst du einmal nach Ibiza? [¿Vas a venir a Ibiza?]» (Versión en alemán de «Canción de cuna para un gitano») |          |  |
| 2.     | «Wie Blätter im Wind verweh'n [Como soplando hojas en el viento]» (Versión en alemán de «Aquella mujer»)       |          |  |
| 3.     | «Verzeih mir, Carmen [Perdóname, Carmen]» (Versión en alemán de «El amo y el mozo»)                            |          |  |
| 4.     | «Si, si, si» (Versión en alemán de «Si...»)                                                                    |          |  |
| 5.     | «Ein Meer aus tausend Falten [Dobla el mar en mil]» (Versión en alemán de «A mi padre»)                        |          |  |
| 6.     | «Adiós mi amor» (Versión en alemán de «Podré olvidar»)                                                         |          |  |

| Lado B |                                                                                             |          |  |
| N.º    | Título                                                                                      | Duración |  |
| 1.     | «Marinero» (Versión en alemán de «Canción para la navidad»)                                 |          |  |
| 2.     | «Blanca, Blanca» (Versión en alemán de «El ciego»)                                          |          |  |
| 3.     | «Und wenn du gehst [Y cuando te vayas]» (Versión en alemán de «Y te vas»)                   |          |  |
| 4.     | «Rosalí» (Cantada en castellano)                                                            |          |  |
| 5.     | «Für mich bist du ein Clown [Para mí, eres un payaso]» (Versión en alemán de «El snob»)     |          |  |
| 6.     | «Ich singe meine Lieder [Canto mis canciones]» (Versión en alemán de «Para vosotros canto») |          |  |

### Casete
| Lado A | |          |  |
| N.º    | Título | Duración |  |
| 1.     | «Kommst du einmal nach Ibiza? [¿Vas a venir a Ibiza?]» (Versión en alemán de «Cancion de cuna para un gitano») |          |  |
| 2.     | «Wie Blätter im Wind verweh'n [Como soplando hojas al viento]» (Versión en alemán de «Aquella mujer»)          |          |  |
| 3.     | «Verzeih mir, Carmen [Perdóname, Cármen]» (Versión en alemán de «El amo y el mozo»)                            |          |  |
| 4.     | «Si, si, si» (Versión en alemán de «Si...»)                                                                    |          |  |
| 5.     | «Ein Meer aus tausend Falten [Dobla el mar en mil]» (Versión en alemán de «A mi padre»)                        |          |  |
| 6.     | «Adiós mi amor» (Versión en alemán de «Podré olvidar»)                                                         |          |  |

| Lado B |                                                                                             |          |  |
| N.º    | Título                                                                                      | Duración |  |
| 1.     | «Marinero» (Versión en alemán de «Canción para la navidad»)                                 |          |  |
| 2.     | «Blanca, Blanca» (Versión en alemán de «El ciego»)                                          |          |  |
| 3.     | «Und wenn du gehst [Y cuando te vayas]» (Versión en alemán de «Y te vas»)                   |          |  |
| 4.     | «Rosalí» (Cantada en castellano)                                                            |          |  |
| 5.     | «Für mich bist du ein Clown [Para mí, eres un payaso]» (Versión en alemán de «El snob»)     |          |  |
| 6.     | «Ich singe meine Lieder [Canto mis canciones]» (Versión en alemán de «Para vosotros canto») |          |  |

### CD
|       | |          |  |  |  |  |  |  |  |  |
| N.º   | Título | Duración |  |  |  |  |  |  |  |  |
| 1.    | «Kommst du einmal nach Ibiza? [¿Vas a venir a Ibiza?]» (Versión en alemán de «Canción de cuna para un gitano») | 4:59     |  |  |  |  |  |  |  |  |
| 2.    | «Wie Blätter im Wind verweh'n [Como soplando hojas al viento]» (Versión en alemán de «Aquella mujer»)          | 2:53     |  |  |  |  |  |  |  |  |
| 3.    | «Verzeih mir, Carmen [Perdóname, Carmen]» (Versión en alemán de «El amo y el mozo»)                            | 3:54     |  |  |  |  |  |  |  |  |
| 4.    | «Si, si, si» (Versión en alemán de «Si...»)                                                                    | 3:46     |  |  |  |  |  |  |  |  |
| 5.    | «Ein Meer aus tausend Falten [Dobla el mar en mil]» (Versión en alemán de «A mi padre»)                        | 4:47     |  |  |  |  |  |  |  |  |
| 6.    | «Adiós mi amor» (Versión en alemán de «Podré olvidar»)                                                         | 3:25     |  |  |  |  |  |  |  |  |
| 7.    | «Marinero» (Versión en alemán de «Canción para la navidad»)                                                    | 3:44     |  |  |  |  |  |  |  |  |
| 8.    | «Blanca, Blanca» (Versión en alemán de «El ciego»)                                                             | 4:25     |  |  |  |  |  |  |  |  |
| 9.    | «Und wenn du gehst [Y cuando te vayas]» (Versión en alemán de «Y te vas»)                                      | 4:36     |  |  |  |  |  |  |  |  |
| 10.   | «Rosalí» (Cantada en castellano)                                                                               | 2:58     |  |  |  |  |  |  |  |  |
| 11.   | «Für mich bist du ein Clown [Para mí, eres un payaso]» (Versión en alemán de «El snob»)                        | 4:32     |  |  |  |  |  |  |  |  |
| 12.   | «Ich singe meine Lieder [Canto mis canciones]» (Versión en alemán de «Para vosotros canto»)                    | 3:30     |  |  |  |  |  |  |  |  |
| 47:29 | |          |  |  |  |  |  |  |  |  |